# (10261) Nikdollezhalʹ
(10261) Nikdollezhalʹ est un astéroïde de la ceinture principale.

## Description
(10261) Nikdollezhalʹ est un astéroïde de la ceinture principale. Il fut découvert le 22 août 1974 à Naoutchnyï par Lioudmila Jouravliova. Il présente une orbite caractérisée par un demi-grand axe de 2,41 UA, une excentricité de 0,26 et une inclinaison de 9,3° par rapport à l'écliptique.

## Compléments